# Jean-François Ducos
Pour les articles homonymes, voir Ducos.
Jean-François Ducos, dit aussi Ducos jeune, né à Bordeaux le 10 mars 1765, mort à Paris le 10 brumaire an II (31 octobre 1793), est un homme politique de la Révolution française.
Il ne saurait être confondu avec son collègue et homonyme Roger Ducos, député des Landes à la Convention nationale.

## Biographie

### Origines et famille
Jean-François Ducos est issu de la grande bourgeoisie marchande bordelaise. Son grand-père Jean Ducos était officier au sein du régiment du Béarn et son père Jean-Étienne était négociant armateur et détenait des propriétés à Saint-Domingue. Sa sœur, Jeanne-Justine Ducos, épouse Jean-Baptiste Boyer-Fonfrède, lui aussi issu d'une famille de grande bourgeoisie commerçante et qui devint lui aussi député à la Convention nationale.
En 1790, Ducos épouse Jeanne-Agathe Lavaud (1772-1831), sa cousine germaine. De leur union naissent deux enfants : Jean-Jacques (1791-1816) et Adèle (1792-1804). Il est par ailleurs l'oncle de Théodore Ducos (1801-1855).

### Parcours politique
En 1788, Ducos participe à la Révolution batave aux côtés des troupes républicaines contre le stathouder, Guillaume V d'Orange-Nassau. En 1789, aux côtés de Boyer-Fonfrède, son beau-frère, il fonde la société des Amis de la Constitution de Bordeaux.

#### Mandat à la Législative
La France devient une monarchie constitutionnelle en application de la constitution du 3 septembre 1791. Le même mois, Jean-François Ducos est élu député du département de la Gironde, le deuxième sur douze, à l'Assemblée nationale législative.
IL siège sur les bancs de la gauche de l'Assemblée. En février 1792, il vote en faveur de la mise en accusation de Bertrand de Molleville, le ministre de la Marine. En avril, il vote pour que les soldats du régiment de Châteauvieux, qui s'étaient mutinés lors de l'affaire de Nancy, soient admis aux honneurs de la séance. En août, il vote en faveur de la mise en accusation du marquis de La Fayette.
Dès le début de son mandat, Ducos est admis au club des Jacobins. Le 1er avril 1792, il est porté au secrétariat du club aux côtés de Claude Romain Lauze du Perret sous la vice-présidence de Jean-Louis Carra et sous la présidence de Pierre Vergniaud.
La monarchie prend fin à l'issue de la journée du 10 août 1792 : les bataillons de fédérés bretons et marseillais et les insurgés des faubourgs de Paris prennent le palais des Tuileries. Louis XVI est suspendu et incarcéré avec sa famille à la tour du Temple.

#### Mandat à la Convention
En septembre 1792, Jean-François Ducos est réélu député de la Gironde, le huitième sur douze, à la Convention nationale. Son beau-frère Jean-Baptiste Boyer-Fonfrède, est lui aussi élu député, le dixième sur douze. Il ne saurait être confondu avec son collègue et homonyme Roger Ducos (député des Landes, Montagnard).
Il siège sur les bancs de la Gironde dont il est l'un des meneurs. Lors du procès de Louis XVI, il vote la mort, et rejette l'appel au peuple et le sursis à l'exécution de la peine. Le 13 avril 1793, il s'abstient de voter lors du scrutin sur la mise en accusation de Jean-Paul Marat. Le 28 mai, il vote en faveur du rétablissement de la Commission des Douze.

À l'issue des journées du 31 mai et du 2 juin, les principaux meneurs girondins sont arrêtés. Jean-François Ducos, menacé d'arrestation sur motion de la Commune de Paris, est élargi du décret d'arrestation sur motion de Marat : 
J'ai déjà témoigné aux pétitionnaires mon étonnement d'avoir vu sur leur liste [...] Ducos, qui, n'ayant eu que quelques opinions erronées, dont on ne saurait lui faire un crime, ne peut pas être regardé comme-un chef contre-révolutionnaire. 
Son beau-frère Boyer-Fonfrède est lui aussi élargi du décret d'arrestation sur motion de Louis Legendre (député de la Seine) au titre qu'il s'est opposé, comme membre de la Commission des Douze, à l'arrestation de Jacques-René Hébert, rédacteur du journal Le Père Duchesne et substitut du procureur-syndic.
Le 8 juillet 1793, Ducos prend la défense de Vergniaud, en état d’arrestation chez lui, que Jean-Baptiste Drouet (député de la Marne) accuse d'avoir tenté de s'évader de Paris. Le 28 juillet, Ducos et ses collègues Boyer-Fonfrède et Jean-Louis Carra (député de la Saône-et-Loire) sont dénoncés par Raymond Gaston (député de l'Ariège) mais Maximilien de Robespierre obtient que leur cas soit renvoyé au Comité de Salut public,. Le 8 août, dans une pétition lue à la Convention, Simone Évrard, la veuve de Marat, dénonce « les plus lâches de tous les folliculaires, les Carra, les Ducos, les Dulaure ».
Le 3 octobre, au terme du rapport de Jean-Pierre-André Amar (député de l'Isère), membre du Comité de sûreté générale, Ducos est décrété d'accusation devant le tribunal révolutionnaire. Il est condamné à mort le 9 brumaire an II (30 octobre 1793) et exécuté le lendemain comme son beau-frère Boyer-Fonfrède.

### Sources
- « Jean-François Ducos », dans Adolphe Robert et Gaston Cougny, Dictionnaire des parlementaires français, Edgar Bourloton, 1889-1891 [détail de l’édition]
- Marcel Dorigny, « Ducos Jean-François », p. 373 in Albert Soboul, DIctionnaire historique de la Révolution française, Paris, Presses Universitaires de France coll. « Quadrige », 1989, réédition 2005, 1132 p.
- André Deforges, Les Illustres de Bordeaux : catalogue, vol. 2, Bordeaux, Dossiers d'Aquitaine, 2014, 80 p. (ISBN 978-2-84622-255-6, présentation en ligne).

Cet article comprend des extraits du Dictionnaire Bouillet. Il est possible de supprimer cette indication, si le texte reflète le savoir actuel sur ce thème, si les sources sont citées, s'il satisfait aux exigences linguistiques actuelles et s'il ne contient pas de propos qui vont à l'encontre des règles de neutralité de Wikipédia.. p. 560